# Teyateyaneng
Teyateyaneng   este un oraș  în  partea de nord-vest a  statului Lesotho. Este reședința districtului  Berea.